# باربی: لمسی از سحر و جادو
باربی: لمسی از سحر و جادو (به انگلیسی: Barbie: A Touch of Magic) سریال تلویزیونی پویانمایی ماجراجویی کمدی کودکانه می‌باشد و پس از باربی ماجراجویی خانهٔ رؤیایی و باربی: ایت تیکس تو، سومین سریال تلویزیونی در فرنچایز رسانه‌ای باربی می‌باشد.